# Paty do Alferes (kommun)
Paty do Alferes är en kommun i Brasilien.   Den ligger i delstaten Rio de Janeiro, i den sydöstra delen av landet, 900 km sydost om huvudstaden Brasília. Antalet invånare är 26 381.
Följande samhällen finns i Paty do Alferes:
- Paty do Alferes

Omgivningarna runt Paty do Alferes är huvudsakligen savann. Runt Paty do Alferes är det ganska tätbefolkat, med 80 invånare per kvadratkilometer.